# Middlepits
Middlepits – wieś w Botswanie w dystrykcie Kgalagadi. Osada znajduje się blisko granicy z Republiką Południowej Afryki. Według spisu ludności z 2001 roku wieś liczyła 657 mieszkańców.